# India Abroad
India Abroad — це щотижнева газета, що видається у Нью-Йорку, яка фокусується на індійських новинах, призначених для американців індійського походження, індійської діаспори та емігрантів. Видання відоме своєю щорічною церемонією нагородження «Людина року в Індії за кордоном».
India Abroad була заснована американським видавцем індійського походження Гопалом Раджу в 1970 році. India Abroad називає себе «найстарішою індійською газетою, що видається в Північній Америці». Під керівництвом Раджу «Індія за кордоном» швидко здобула репутацію одного з найбільш авторитетних, добре досліджених голосів індійської громади Америки. Британський щотижневий журнал з міжнародних справ The Economist, назвав India Abroad щоденним виданням «незвичайно високої якості».
Починаючи з 2002 року, видання вшановує індійсько-американських діячів на щорічній церемонії нагородження «Людина року в Індії за кордоном». Нижче наведено список переможців.
| Рік      | Лауреат                 | Рід діяльності                                          | Іст. |
| -------- | ----------------------- | ------------------------------------------------------- | ---- |
| 2002 рік | Сваті Дандекар          | політик                                                 |      |
| 2003 рік | Сонал Шах               | засновник Indicorps                                     |      |
| 2004 рік | Мохіні Бхардвадж        | Олімпійська гімнастка та срібна призерка                |      |
| 2005 рік | Боббі Джиндал           | політик                                                 |      |
| 2006 рік | Індра Нуї               | Генеральний директор PepsiCo                            |      |
| 2007 рік | Міра Наір               | кінорежисер                                             |      |
| 2008 рік | Фарід Закарія           | журналіст, письменник і телеведучий                     |      |
| 2009 рік | Венкатраман Рамакрішнан | вчений, лауреат Нобелівської премії з хімії за 2009 рік |      |
| 2010 рік | Ніккі Хейлі             | політик                                                 |      |
| 2011 рік | Пріт Бхарара            | Прокурор Сполучених Штатів                              |      |

У квітні 2001 року Раджу продав India Abroad компанії Rediff.com, яка з 2009 року володіє та управляє газетою.
Гопал Раджу помер у Нью-Йорку 10 квітня 2008 року.
Наприкінці 2016 року Rediff.com продала своє підприємство компанії 8K Miles Media, Inc.
27 березня 2020 року голова правління та видавець Суреш Венкатачарі повідомив читачів у своїй примітці видавця, що «India Abroad» припинить своє друковане видання наприкінці березня 2020 року. Останній випуск «Індії за кордоном» буде датований 30 березня".